# Sörsjön (Bollebygds socken, Västergötland, 640341-131288)
Sörsjön är en sjö i Bollebygds kommun i Västergötland och ingår i Rolfsåns huvudavrinningsområde. Sjöns area är 0,2027 kvadratkilometer och den befinner sig 168,7 meter över havet.

## Delavrinningsområde
Sörsjön ingår i det delavrinningsområde (640345-131314) som SMHI kallar för Rinner till Gesebols sjö. Medelhöjden är 168 meter över havet och ytan är 0,21 kvadratkilometer. Det finns ett avrinningsområde uppströms, och räknas det in blir den ackumulerade arean 2,05 kvadratkilometer. Vattendraget som avvattnar avrinningsområdet har biflödesordning 3, vilket innebär att vattnet flödar genom totalt 3 vattendrag innan det når havet efter 73 kilometer. Avrinningsområdet består mestadels av skog (59 %) och sankmarker (15 %). Avrinningsområdet har 2,33 kvadratkilometer vattenytor vilket ger det en sjöprocent på 8,8 %.